# Killer Elite (film 1975)
Killer Elite (The Killer Elite) è un film del 1975 diretto da Sam Peckinpah.

## Trama
Mike Locken e George Hansen lavorano per un'organizzazione segreta, specializzata in assassinii politici e sono considerati i migliori. Inoltre i due sono molto amici. Un giorno, dopo aver risolto una missione, George uccide il cliente, ma ferisce gravemente al ginocchio e al gomito il collega. Dopo mesi di terapie e riabilitazioni Mike si riprende e cerca di tornare nei ranghi dell'organizzazione, ma gli viene impedito per via dell'invalidità (aveva la rotula fratturata). Successivamente viene contattato dal vicepresidente dell'agenzia per un'operazione segreta dove è coinvolto l'ex-amico George. Mike accetta insieme ai vecchi colleghi ormai ritiratisi dall'attività Mac e Miller pregustando la vendetta.